# 2005-ös FIFA strandlabdarúgó-világbajnokság
A 2005-ös FIFA strandlabdarúgó-világbajnokság volt az első olyan strandlabdarúgó-világbajnokság, melyet a FIFA rendezett. A tornát 2005. május 8., és május 15-e között rendezték.

## Résztvevők
| - Argentína - Ausztrália - Brazília (rendező) - Dél-afrikai Köztársaság - Franciaország - Japán | - Portugália - Spanyolország - Thaiföld - Ukrajna - Egyesült Államok - Uruguay |

## Eredmények

### Csoportkör
| Jelmagyarázat                 |
| ----------------------------- |
| Továbbjutott a csoportkörből. |
| Kiesett a csoportkörből.      |

#### A csoport
| Csapat        | J | Gy | D | V | Rg | Kg | Gk  | P |
| ------------- | - | -- | - | - | -- | -- | --- | - |
| Brazília      | 2 | 2  | 0 | 0 | 13 | 3  | +10 | 6 |
| Spanyolország | 2 | 1  | 0 | 1 | 5  | 5  | 0   | 3 |
| Thaiföld      | 2 | 0  | 0 | 2 | 3  | 13 | –13 | 0 |

Mérkőzések
| 2005. május 8. 11:30 |

| Brazília                                                                             | 9–2                         | Thaiföld                   |
| ------------------------------------------------------------------------------------ | --------------------------- | -------------------------- |
| Junior Negao 2' Nenem 10' 16' 20' Bruno 11' 32' Betinho 13' Benjamin 25' Juninho 31' | (3–0, 3–0, 4–2) Jegyzőkönyv | Khongkeaw 26' Langkeaw 33' |

| Copacabana |

| 2005. május 9. 16:00 |

| Spanyolország              | 4–1                         | Thaiföld    |
| -------------------------- | --------------------------- | ----------- |
| Amarelle 16' 28' David 32' | (0–0, 1–1, 3–0) Jegyzőkönyv | Polasak 28' |

| Copacabana |

| 2005. május 10. 19:45 |

| Brazília                                          | 4–1                         | Spanyolország |
| ------------------------------------------------- | --------------------------- | ------------- |
| Benjamin 4' Junior Negao 5' Nenem 15' Juninho 34' | (2–1, 1–0, 1–0) Jegyzőkönyv | Amarelle 2'   |

| Copacabana |

#### B csoport
| Csapat           | J | Gy | D | V | Rg | Kg | Gk  | P |
| ---------------- | - | -- | - | - | -- | -- | --- | - |
| Portugália       | 2 | 2  | 0 | 0 | 13 | 3  | +10 | 6 |
| Japán            | 2 | 1  | 0 | 1 | 3  | 6  | –3  | 3 |
| Egyesült Államok | 2 | 0  | 0 | 2 | 5  | 12 | –7  | 0 |

Mérkőzések
| 2005. május 8. 12:45 |

| Portugália                 | 4–0                         | Japán |
| -------------------------- | --------------------------- | ----- |
| Alan 9' 19' Madjer 13' 31' | (1–0, 2–0, 1–0) Jegyzőkönyv |       |

| Copacabana |

| 2005. május 9. 17:15 |

| Egyesült Államok      | 2–3                         | Japán                            |
| --------------------- | --------------------------- | -------------------------------- |
| Cazassus 1' Testa 19' | (1–0, 1–2, 0–1) Jegyzőkönyv | Kuroki 14' Toma 17' Nakamura 29' |

| Copacabana |

| 2005. május 10. 16:00 |

| Portugália                                                                   | 9–3                         | Egyesült Államok                    |
| ---------------------------------------------------------------------------- | --------------------------- | ----------------------------------- |
| Hernani 3' Alan 5' 18' Madjer 10' 22' 29' Jonas 10' Belchior 20' Marinho 30' | (4–0, 3–1, 2–2) Jegyzőkönyv | Braga 24' Astorga 30' Farberoff 33' |

| Copacabana |

#### C csoport
| Csapat                  | J | Gy | D | V | Rg | Kg | Gk  | P |
| ----------------------- | - | -- | - | - | -- | -- | --- | - |
| Uruguay                 | 2 | 2  | 0 | 0 | 12 | 7  | +5  | 6 |
| Ukrajna                 | 2 | 1  | 0 | 1 | 12 | 6  | +6  | 3 |
| Dél-afrikai Köztársaság | 2 | 0  | 0 | 2 | 4  | 15 | –11 | 0 |

Mérkőzések
| 2005. május 8. 18:00 |

| Uruguay                                                      | 7–3                         | Dél-afrikai Köztársaság      |
| ------------------------------------------------------------ | --------------------------- | ---------------------------- |
| Martin 1' 28' Chueco 1' Parrillo 9' Fabian 13' Ricar 27' 32' | (3–1, 1–1, 3–1) Jegyzőkönyv | Francisco 1' 32' Mthembu 23' |

| Copacabana |

| 2005. május 9. 19:45 |

| Ukrajna                                                                                 | 8–1                         | Dél-afrikai Köztársaság |
| --------------------------------------------------------------------------------------- | --------------------------- | ----------------------- |
| Uljanyickij 7' Moroz 9' Korjenjev 10' 20' Pilipenko 13' Varenyicja 18' 31' Bozsenko 22' | (3–0, 4–0, 1–1) Jegyzőkönyv | Dicks 34'               |

| Copacabana |

| 2005. május 10. 17:15 |

| Uruguay                                | 5–4                         | Ukrajna                                                 |
| -------------------------------------- | --------------------------- | ------------------------------------------------------- |
| Seba 8' 29' Ricar 13' Parrillo 24' 32' | (1–0, 2–2, 2–2) Jegyzőkönyv | Varenyicja 14' Bozsenko 22' Pilipenko 26' Korjenjev 28' |

| Copacabana |

#### D csoport
| Csapat        | J | Gy | D | V | Rg | Kg | Gk  | P |
| ------------- | - | -- | - | - | -- | -- | --- | - |
| Franciaország | 2 | 2  | 0 | 0 | 13 | 3  | +10 | 6 |
| Argentína     | 2 | 1  | 0 | 1 | 5  | 9  | –4  | 3 |
| Ausztrália    | 2 | 0  | 0 | 2 | 2  | 8  | –6  | 0 |

Mérkőzések
| 2005. május 8. 10:15 |

| Franciaország                                       | 5–1                         | Ausztrália      |
| --------------------------------------------------- | --------------------------- | --------------- |
| Cardoso 3' 30' Ottavy 11' Sciortino 15' Edouard 25' | (2–0, 1–1, 2–0) Jegyzőkönyv | Karavatakis 16' |

| Copacabana |

| 2005. május 9. 18:30 |

| Argentína                 | 3–1                         | Ausztrália      |
| ------------------------- | --------------------------- | --------------- |
| Hilaire 7' 28' Acosta 14' | (1–0, 1–0, 1–1) Jegyzőkönyv | Buonavoglia 25' |

| Copacabana |

| 2005. május 10. 18:30 |

| Franciaország                                                               | 8–2                         | Argentína                |
| --------------------------------------------------------------------------- | --------------------------- | ------------------------ |
| Mendy 5' Sciortino 6' Sansoni 11' Ottavy 12' 32' Samoun 17' 29' Cardoso 24' | (3–0, 2–0, 3–2) Jegyzőkönyv | Hilaire 24' Petrasso 26' |

| Copacabana |

### Egyenes kieséses szakasz

#### Negyeddöntők
| 2005. május 12. 16:00 |

| Franciaország                                        | 6–5                         | Spanyolország                                 |
| ---------------------------------------------------- | --------------------------- | --------------------------------------------- |
| Mendy 7' 13' Cardoso 19' 36' Edouard 22' Cantona 29' | (1–2, 3–1, 2–2) Jegyzőkönyv | Roberto Valeiro 5' David 12' 34' Nico 24' 36' |

| Copacabana |

| 2005. május 12. 17:15 |

| Portugália                                | 5–3                         | Ukrajna                             |
| ----------------------------------------- | --------------------------- | ----------------------------------- |
| Jonas 12' Belchior 14' 29' Madjer 15' 25' | (1–1, 2–0, 2–2) Jegyzőkönyv | Bozsenko 8' Pilipenko 25' Moroz 36' |

| Copacabana |

| 2005. május 12. 18:30 |

| Uruguay      | 3–4                         | Japán                                    |
| ------------ | --------------------------- | ---------------------------------------- |
| Ricar 1' 24' | (1–0, 1–4, 1–0) Jegyzőkönyv | Kawaharazuka 18' 23' Makino 28' Toma 20' |

| Copacabana |

| 2005. május 12. 19:45 |

| Brazília                                                                 | 8–3                         | Argentína                 |
| ------------------------------------------------------------------------ | --------------------------- | ------------------------- |
| Romário 1' 30' 33' Jorginho 2' Nenem 2' Juninho 8' Benjamin 15' Buru 35' | (4–1, 1–0, 3–2) Jegyzőkönyv | Hilaire 7' 32' Acosta 34' |

| Copacabana |

#### Elődöntők
| 2005. május 14. 21:30 |

| Franciaország                          | 4–1                         | Japán            |
| -------------------------------------- | --------------------------- | ---------------- |
| Mendy 4' 18' Sciortino 32' Cardoso 34' | (1–0, 1–0, 2–1) Jegyzőkönyv | Kawaharazuka 35' |

| Copacabana |

| 2005. május 14. 11:00 |

| Brazília                                | 6–6 (h. u.)                 | Portugália                              |
| --------------------------------------- | --------------------------- | --------------------------------------- |
| Benjamin 1' 16' Buru 5' 6' 8' Nenem 22' | (4–4, 2–1, 0–1) Jegyzőkönyv | Alan 1' Madjer 2' 8' 22' 27' Marinho 4' |
| Büntetőpárbaj                           |                             |                                         |
| Juninho Jorginho                        | 1–2                         | Madjer Alan                             |

| Copacabana |

#### Bronzmérkőzés
| 2005. május 15. 21:30 |

| Japán                           | 2–11                        | Brazília                                                                                            |
| ------------------------------- | --------------------------- | --------------------------------------------------------------------------------------------------- |
| Kawaharazuka 3' Wakabayashi 16' | (1–3, 1–4, 0–4) Jegyzőkönyv | Junior Negao 7' Buru 8' 19' Juninho 10' Nenem 13' 21' Benjamin 17' Romário 24' 25' 27' Jorginho 33' |

| Copacabana |

#### Döntő
| 2005. május 15. 11:00 |

| Franciaország    | 3–3 (h. u.)                 | Portugália                  |
| ---------------- | --------------------------- | --------------------------- |
| Mendy 3' 17' 29' | (1–0, 1–0, 1–3) Jegyzőkönyv | Madjer 24' Belchior 34' 35' |
| Büntetőpárbaj    |                             |                             |
| Ottavy           | 1–0                         | Alan                        |

| Copacabana |

## Díjak
| A 2005-ös FIFA strandlabdarúgó-világbajnokság győztese |
| ------------------------------------------------------ |
| FRANCIAORSZÁG 1. cím                                   |

| Adidas aranycipő: | Adidas Aranylabda: | FIFA Fair Play Trófea: |
| ----------------- | ------------------ | ---------------------- |
| Madjer            | Madjer             | Japán                  |

## Külső hivatkozások
- FIFA.com Archiválva 2009. november 19-i dátummal a Wayback Machine-ben